# Specie di Linyphiidae (F-L)

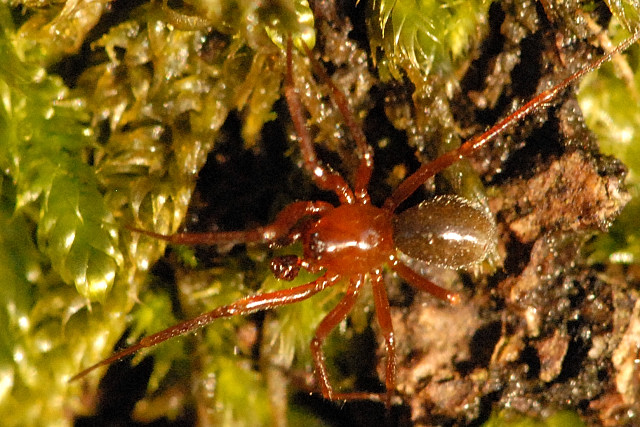
Gonatium rubens, maschio

Di seguito sono descritte tutte le specie della famiglia di ragni Linyphiidae, i cui generi sono compresi fra la lettera iniziale F e la L, note al 30 dicembre 2011.

## Fageiella
Fageiella Kratochvíl, 1934
- Fageiella ensigera Deeleman-Reinhold, 1974 — Serbia
- Fageiella patellata (Kulczyński, 1913)[1] — Europa sudorientale

## Falklandoglenes
Falklandoglenes Usher, 1983
- Falklandoglenes spinosa Usher, 1983[1] — Isole Falkland

## Fissiscapus
Fissiscapus Millidge, 1991
- Fissiscapus attercop Miller, 2007 — Ecuador
- Fissiscapus fractus Millidge, 1991 — Colombia
- Fissiscapus pusillus Millidge, 1991[1] — Colombia

## Fistulaphantes
Fistulaphantes Tanasevitch & Saaristo, 2006
- Fistulaphantes canalis Tanasevitch & Saaristo, 2006[1] — Nepal

## Flagelliphantes
Flagelliphantes Tanasevitch & Saaristo, 1996
- Flagelliphantes bergstromi (Schenkel, 1931) — Regione paleartica
- Flagelliphantes flagellifer (Tanasevitch, 1988)[1] — Russia
- Flagelliphantes sterneri (Eskov & Marusik, 1994) — Russia

## Floricomus
Floricomus Crosby & Bishop, 1925
- Floricomus bishopi Ivie & Barrows, 1935 — USA
- Floricomus crosbyi Ivie & Barrows, 1935 — USA
- Floricomus littoralis Chamberlin & Ivie, 1935 — USA
- Floricomus mulaiki Gertsch & Davis, 1936 — USA
- Floricomus nasutus (Emerton, 1911) — USA
- Floricomus nigriceps (Banks, 1906) — USA
- Floricomus ornatulus Gertsch & Ivie, 1936 — USA
- Floricomus plumalis (Crosby, 1905) — USA
- Floricomus praedesignatus Bishop & Crosby, 1935 — USA, Canada
- Floricomus pythonicus Crosby & Bishop, 1925 — USA
- Floricomus rostratus (Emerton, 1882)[1] — USA
- Floricomus setosus Chamberlin & Ivie, 1944 — USA
- Floricomus tallulae Chamberlin & Ivie, 1944 — USA

## Florinda

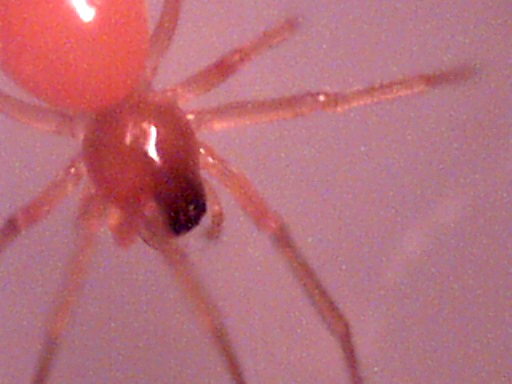
Florinda coccinea

Florinda O. P.-Cambridge, 1896
- Florinda coccinea (Hentz, 1850)[1] — USA, Messico, Indie occidentali

## Floronia

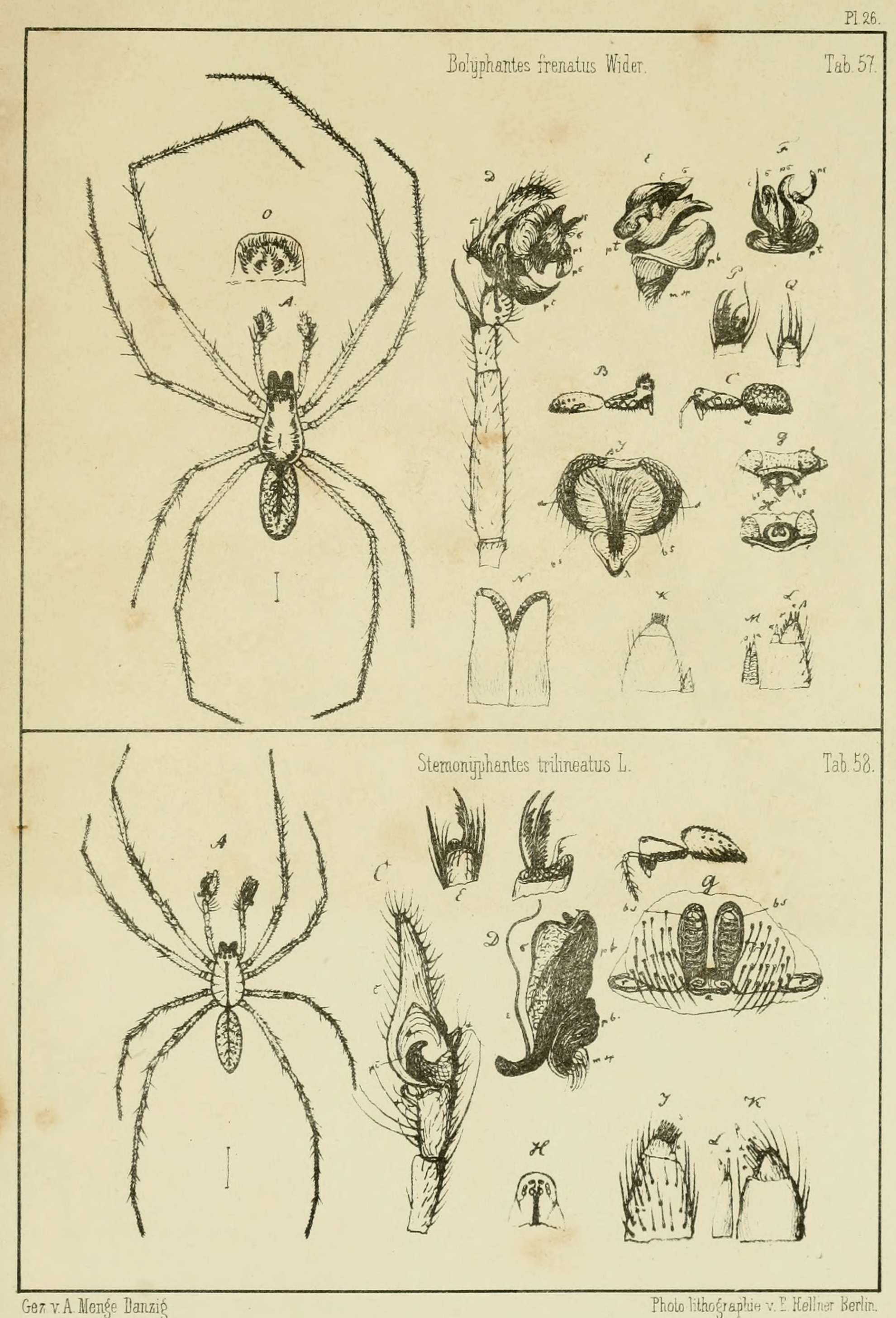
Floronia bucculenta, disegnata da Menge nel 1866, quando aveva la denominazione Bolyphantes frenatus, in alto. In basso, la Stemonyphantes trilineatus

Floronia Simon, 1887
- Floronia annulipes Berland, 1913 — Ecuador
- Floronia bucculenta (Clerck, 1757)[1] — Europa, Russia
- Floronia exornata (L. Koch, 1878) — Corea, Giappone
- Floronia hunanensis Li & Song, 1993 — Cina
- Floronia jiuhuensis Li & Zhu, 1987 — Cina
- Floronia zhejiangensis Zhu, Chen & Sha, 1987 — Cina

## Formiphantes
Formiphantes Saaristo & Tanasevitch, 1996
- Formiphantes lephthyphantiformis Strand, 1907[1] — Europa

## Frederickus
Frederickus Paquin, Duperré, Buckle & Crawford, 2008
- Frederickus coylei Paquin, Duperré, Buckle & Crawford, 2008[1] - USA, Canada
- Frederickus wilburi (Levi & Levi, 1955) - USA, Canada

## Frontella
Frontella Kulczyński, 1908
- Frontella pallida Kulczynski, 1908[1] — Russia asiatica

## Frontinella
Frontinella F. O. P.-Cambridge, 1902
- Frontinella bella Bryant, 1948 — Hispaniola

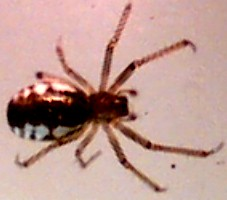
Frontinella communis

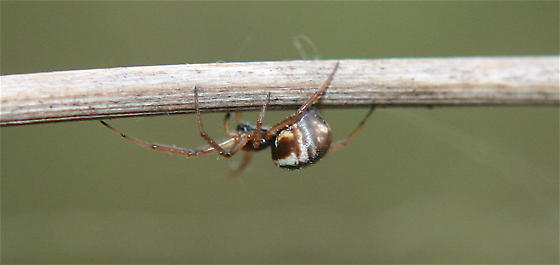
Frontinella communis, femmina

- Frontinella communis (Hentz, 1850) — America centrale e settentrionale
- Frontinella huachuca Gertsch & Davis, 1946 — USA
  - Frontinella huachuca benevola Gertsch & Davis, 1946 — Messico
- Frontinella hubeiensis Li & Song, 1993 — Cina
- Frontinella laeta (O. P.-Cambridge, 1898)[1] — Messico
- Frontinella omega Kraus, 1955 — El Salvador
- Frontinella potosia Gertsch & Davis, 1946 — Messico
- Frontinella tibialis F. O. P.-Cambridge, 1902 — Messico
- Frontinella zhui Li & Song, 1993 — Cina

## Frontinellina
Frontinellina van Helsdingen, 1969
- Frontinellina dearmata (Kulczyński, 1899) — Madeira
- Frontinellina frutetorum (C. L. Koch, 1834)[1] — Regione paleartica
- Frontinellina locketi van Helsdingen, 1970 — Sudafrica

## Frontiphantes
Frontiphantes Wunderlich, 1987
- Frontiphantes fulgurenotatus (Schenkel, 1938)[1] — Madeira

## Fusciphantes
Fusciphantes Oi, 1960
- Fusciphantes hibanus (Saito, 1992) — Giappone
- Fusciphantes iharai (Saito, 1992) — Giappone
- Fusciphantes longiscapus Oi, 1960[1] — Giappone
- Fusciphantes nojimai (Ihara, 1995) — Giappone
- Fusciphantes okiensis (Ihara, 1995) — Giappone
- Fusciphantes saitoi (Ihara, 1995) — Giappone
- Fusciphantes setouchi (Ihara, 1995) — Giappone
- Fusciphantes tsurusakii (Ihara, 1995) — Giappone

## Gibbafroneta
Gibbafroneta Merrett, 2004
- Gibbafroneta gibbosa Merrett, 2004[1] — Congo

## Gibothorax
Gibothorax Eskov, 1989
- Gibothorax tchernovi Eskov, 1989[1] — Russia

## Gigapassus
Gigapassus Miller, 2007
- Gigapassus octarine Miller, 2007[1] — Argentina

## Glyphesis
Glyphesis Simon, 1926
- Glyphesis asiaticus Eskov, 1989 — Russia
- Glyphesis cottonae (La Touche, 1946) — Regione paleartica
- Glyphesis idahoanus (Chamberlin, 1948) — USA
- Glyphesis nemoralis Esyunin & Efimik, 1994 — Russia, Ucraina
- Glyphesis scopulifer (Emerton, 1882) — USA, Canada
- Glyphesis servulus (Simon, 1881)[1] — Europa
- Glyphesis taoplesius Wunderlich, 1969 — Germania, Ungheria, Danimarca, Polonia, Russia

## Gnathonargus
Gnathonargus Bishop & Crosby, 1935
- Gnathonargus unicorn (Banks, 1892)[1] — USA

## Gnathonarium
Gnathonarium Karsch, 1881
- Gnathonarium biconcavum Tu & Li, 2004 — Cina
- Gnathonarium dentatum (Wider, 1834)[1] — Regione paleartica
  - Gnathonarium dentatum orientale (O. P.-Cambridge, 1872) — Israele
- Gnathonarium exsiccatum (Bösenberg &Strand, 1906) — Giappone
- Gnathonarium gibberum Oi, 1960 — Russia, Cina, Corea, Giappone
- Gnathonarium suppositum (Kulczyński, 1885) — Russia, Alaska, Canada
- Gnathonarium taczanowskii (O. P.-Cambridge, 1873) — Russia, Mongolia, Cina, Alaska

## Gnathonaroides
Gnathonaroides Bishop & Crosby, 1938
- Gnathonaroides pedalis (Emerton, 1923)[1] — USA, Canada

## Gonatium
Gonatium Menge, 1868
- Gonatium arimaense Oi, 1960 — Corea, Giappone
- Gonatium biimpressum Simon, 1884 — dalla Corsica all'Italia
- Gonatium cappadocium Millidge, 1981 — Turchia
- Gonatium crassipalpum Bryant, 1933 — USA, Canada, Alaska
- Gonatium dayense Simon, 1884 — Algeria

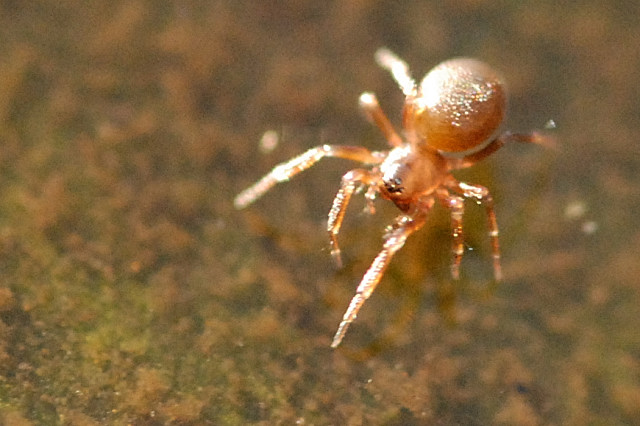
Gonatium rubens, femmina

- Gonatium ensipotens (Simon, 1881) — Europa sudoccidentale
- Gonatium fuscum Bösenberg, 1902[2] — Germania
- Gonatium geniculosum Simon, 1918 — Francia
- Gonatium gilbum Bösenberg, 1902[2] — Germania
- Gonatium hilare (Thorell, 1875) — Regione paleartica
- Gonatium japonicum Simon, 1906 — Russia, Cina, Corea, Giappone
- Gonatium nemorivagum (O. P.-Cambridge, 1875) — Europa meridionale
- Gonatium nipponicum Millidge, 1981 — Russia, Giappone
- Gonatium occidentale Simon, 1918 — Francia, Spagna, Algeria
- Gonatium orientale Fage, 1931 — Romania, Bulgaria
- Gonatium pacificum Eskov, 1989 — Russia
- Gonatium pallidum Bösenberg, 1902[2] — Germania
- Gonatium paradoxum (L. Koch, 1869) — Regione paleartica
- Gonatium petrunkewitschi Caporiacco, 1949 — Kenya
- Gonatium rubellum (Blackwall, 1841) — Regione paleartica
- Gonatium rubens (Blackwall, 1833)[1] — Regione paleartica
- Gonatium strugaense Drensky, 1929 — Macedonia (Grecia)

## Gonatoraphis
Gonatoraphis Millidge, 1991
- Gonatoraphis aenea Millidge, 1991 — Colombia
- Gonatoraphis lobata Millidge, 1991[1] — Colombia
- Gonatoraphis lysistrata Miller, 2007 — Colombia

## Goneatara
Goneatara Bishop & Crosby, 1935
- Goneatara eranistes (Crosby & Bishop, 1927) — USA
- Goneatara nasutus (Barrows, 1943) — USA
- Goneatara platyrhinus Crosby & Bishop, 1927[1] — USA
- Goneatara plausibilis Bishop & Crosby, 1935 — USA

## Gongylidiellum
Gongylidiellum Simon, 1884
- Gongylidiellum blandum Miller, 1970 — Angola
- Gongylidiellum chiardolae Caporiacco, 1935 — Karakorum
- Gongylidiellum compar (Westring, 1861) — Europa
- Gongylidiellum confusum Thaler, 1987 — Kashmir
- Gongylidiellum crassipes Denis, 1952 — Romania
- Gongylidiellum edentatum Miller, 1951 — Europa centrale e meridionale
- Gongylidiellum hipponense (Simon, 1926) — Algeria
- Gongylidiellum kathmanduense Wunderlich, 1983 — Nepal
- Gongylidiellum latebricola (O. P.-Cambridge, 1871)[1] — Regione paleartica
- Gongylidiellum linguiformis Tu & Li, 2004 — Vietnam
- Gongylidiellum minutum (Banks, 1892) — USA
- Gongylidiellum murcidum Simon, 1884 — Regione paleartica
- Gongylidiellum nepalense Wunderlich, 1983 — Nepal
- Gongylidiellum nigrolimbatum Caporiacco, 1935 — Karakorum
- Gongylidiellum orduense Wunderlich, 1995 — Turchia
- Gongylidiellum tennesseense Petrunkevitch, 1925 — USA
- Gongylidiellum vivum (O. P.-Cambridge, 1875) — Regione paleartica

## Gongylidioides
Gongylidioides Oi, 1960

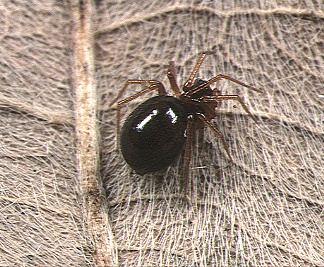
Gongylidioides onoi, femmina

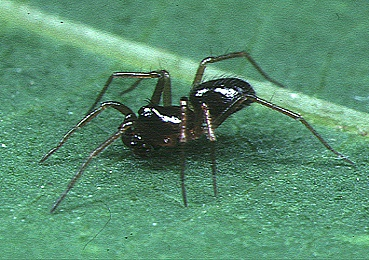
Gongylidioides onoi, maschio

- Gongylidioides acmodontus Tu & Li, 2006 — Cina
- Gongylidioides angustus Tu & Li, 2006 — Taiwan
- Gongylidioides communis Saito & Ono, 2001 — Giappone
- Gongylidioides cucullatus Oi, 1960[1] — Giappone
- Gongylidioides diellipticus Song & Li, 2008 — Taiwan
- Gongylidioides foratus (Ma & Zhu, 1990) — Cina
- Gongylidioides galeritus Saito & Ono, 2001 — Giappone
- Gongylidioides griseolineatus (Schenkel, 1936) — Russia, Cina
- Gongylidioides kaihotsui Saito & Ono, 2001 — Giappone
- Gongylidioides keralaensis Tanasevitch, 2011 — India
- Gongylidioides kouqianensis Tu & Li, 2006 — Cina
- Gongylidioides monocornis Saito & Ono, 2001 — Giappone
- Gongylidioides onoi Tazoe, 1994 — Cina, Vietnam, Giappone
- Gongylidioides pectinatus Tanasevitch, 2011 — India
- Gongylidioides rimatus (Ma & Zhu, 1990) — Russia, Cina
- Gongylidioides ussuricus Eskov, 1992 — Russia, Cina

## Gongylidium
Gongylidium Menge, 1868
- Gongylidium baltoroi Caporiacco, 1935 — Karakorum
- Gongylidium gebhardti Kolosváry, 1934 — Ungheria
- Gongylidium rufipes (Linnaeus, 1758)[1] — Regione paleartica
- Gongylidium rugulosum Song & Li, 2010[3] — Cina
- Gongylidium soror Thaler, 1993 — Italia

## Gorbothorax
Gorbothorax Tanasevitch, 1998
- Gorbothorax comatus Tanasevitch, 1998[1] — Nepal
- Gorbothorax conicus Tanasevitch, 1998 — Nepal
- Gorbothorax setifer Tanasevitch, 1998 — Nepal
- Gorbothorax ungibbus Tanasevitch, 1998 — Nepal, India
- Gorbothorax wunderlichi (Brignoli, 1983) — Nepal

## Grammonota
Grammonota Emerton, 1882
1. Grammonota angusta Dondale, 1959 — USA, Canada
2. Grammonota barnesi Dondale, 1959 — USA
3. Grammonota calcarata Bryant, 1948 — Hispaniola
4. Grammonota capitata Emerton, 1924 — USA
5. Grammonota chamberlini Ivie & Barrows, 1935 — USA
6. Grammonota coloradensis Dondale, 1959 — USA
7. Grammonota culebra Müller & Heimer, 1991 — Colombia
8. Grammonota dalunda Chickering, 1970 — Panama
9. Grammonota dubia (O. P.-Cambridge, 1898) — Guatemala
10. Grammonota electa Bishop & Crosby, 1932 — Costa Rica
11. Grammonota emertoni Bryant, 1940 — Cuba
12. Grammonota gentilis Banks, 1898 — America settentrionale
13. Grammonota gigas (Banks, 1896) — USA
14. Grammonota innota Chickering, 1970 — Panama
15. Grammonota inornata Emerton, 1882 — USA, Canada
16. Grammonota insana (Banks, 1898) — Messico
17. Grammonota inusiata Bishop & Crosby, 1932 — USA
18. Grammonota jamaicensis Dondale, 1959 — Giamaica
19. Grammonota kincaidi (Banks, 1906) — USA
20. Grammonota lutacola Chickering, 1970 — Panama
21. Grammonota maculata Banks, 1896 — USA, Costa Rica
22. Grammonota maritima Emerton, 1925 — Canada
23. Grammonota nigriceps Banks, 1898 — Messico
24. Grammonota nigrifrons Gertsch & Mulaik, 1936 — USA
25. Grammonota ornata (O. P.-Cambridge, 1875) — USA, Canada
26. Grammonota pallipes Banks, 1895 — USA
27. Grammonota pergrata (O. P.-Cambridge, 1894) — Guatemala
28. Grammonota pictilis (O. P.-Cambridge, 1875)[1] — USA, Canada
29. Grammonota salicicola Chamberlin, 1948 — USA
30. Grammonota samariensis Müller & Heimer, 1991 — Colombia
31. Grammonota secata Chickering, 1970 — Panama, Colombia
32. Grammonota semipallida Emerton, 1919 — Canada
33. Grammonota subarctica Dondale, 1959 — Alaska
34. Grammonota suspiciosa Gertsch & Mulaik, 1936 — USA
35. Grammonota tabuna Chickering, 1970 — Costa Rica, Panama
36. Grammonota teresta Chickering, 1970 — Panama, Colombia
37. Grammonota texana (Banks, 1899) — USA
38. Grammonota trivittata Banks, 1895 — USA
  - Grammonota trivittata georgiana Chamberlin & Ivie, 1944 — USA
39. Grammonota vittata Barrows, 1919 — USA
40. Grammonota zephyra Dondale, 1959 — USA

## Graphomoa
Graphomoa Chamberlin, 1924
- Graphomoa theridioides Chamberlin, 1924[1] — USA

## Gravipalpus
Gravipalpus Millidge, 1991
- Gravipalpus callosus Millidge, 1991[1] — Brasile
- Gravipalpus crassus Millidge, 1991 — Perù
- Gravipalpus standifer Miller, 2007 — Argentina

## Habreuresis
Habreuresis Millidge, 1991
- Habreuresis falcata Millidge, 1991[1] — Cile
- Habreuresis recta Millidge, 1991 — Cile

## Halorates
Halorates Hull, 1911
- Halorates concavus Tanasevitch, 2011 — Pakistan
- Halorates reprobus (O. P.-Cambridge, 1879)[1] — Europa, Russia
- Halorates sexastriatus Fei, Gao & Chen, 1997 — Cina

## Haplinis
Haplinis Simon, 1894
1. Haplinis abbreviata (Blest, 1979) — Nuova Zelanda
2. Haplinis alticola Blest & Vink, 2002 — Nuova Zelanda
3. Haplinis anomala Blest & Vink, 2003 — Nuova Zelanda
4. Haplinis antipodiana Blest & Vink, 2002 — Nuova Zelanda
5. Haplinis attenuata Blest & Vink, 2002 — Nuova Zelanda
6. Haplinis australis Blest & Vink, 2003 — Tasmania
7. Haplinis banksi (Blest, 1979) — Nuova Zelanda
8. Haplinis brevipes (Blest, 1979) — Isole Chatham
9. Haplinis chiltoni (Hogg, 1911) — Nuova Zelanda
10. Haplinis contorta (Blest, 1979) — Nuova Zelanda
11. Haplinis diloris (Urquhart, 1886) — Nuova Zelanda
12. Haplinis dunstani (Blest, 1979) — Nuova Zelanda
13. Haplinis exigua Blest & Vink, 2002 — Nuova Zelanda
14. Haplinis fluviatilis (Blest, 1979) — Nuova Zelanda
15. Haplinis fucatinia (Urquhart, 1894) — Nuova Zelanda
16. Haplinis fulvolineata Blest & Vink, 2002 — Nuova Zelanda
17. Haplinis horningi (Blest, 1979) — Nuova Zelanda
18. Haplinis inexacta (Blest, 1979) — Nuova Zelanda
19. Haplinis innotabilis (Blest, 1979) — Nuova Zelanda
20. Haplinis insignis (Blest, 1979) — Nuova Zelanda
21. Haplinis major (Blest, 1979) — Nuova Zelanda
22. Haplinis marplesi Blest & Vink, 2003 — Nuova Zelanda
23. Haplinis minutissima (Blest, 1979) — Nuova Zelanda
24. Haplinis morainicola Blest & Vink, 2002 — Nuova Zelanda
25. Haplinis mundenia (Urquhart, 1894) — Nuova Zelanda
26. Haplinis paradoxa (Blest, 1979) — Nuova Zelanda
27. Haplinis redacta (Blest, 1979) — Nuova Zelanda
28. Haplinis rufocephala (Urquhart, 1888) — Nuova Zelanda
29. Haplinis rupicola (Blest, 1979) — Nuova Zelanda
30. Haplinis silvicola (Blest, 1979) — Nuova Zelanda
31. Haplinis similis (Blest, 1979) — Nuova Zelanda
32. Haplinis subclathrata Simon, 1894[1] — Nuova Zelanda
33. Haplinis subdola (O. P.-Cambridge, 1879) — Nuova Zelanda
34. Haplinis subtilis Blest & Vink, 2002 — Nuova Zelanda
35. Haplinis taranakii (Blest, 1979) — Nuova Zelanda
36. Haplinis tegulata (Blest, 1979) — Nuova Zelanda
37. Haplinis titan (Blest, 1979) — Nuova Zelanda
38. Haplinis tokaanuae Blest & Vink, 2002 — Nuova Zelanda
39. Haplinis wairarapa Blest & Vink, 2002 — Nuova Zelanda

## Haplomaro
Haplomaro Miller, 1970
- Haplomaro denisi Miller, 1970[1] — Angola

## Helophora
Helophora Menge, 1866
- Helophora insignis (Blackwall, 1841)[1] — Regione olartica
- Helophora kueideensis Hu, 2001 — Cina
- Helophora orinoma (Chamberlin, 1919) — USA
- Helophora reducta (Keyserling, 1886) — USA, Alaska
- Helophora tunagyna Chamberlin & Ivie, 1943 — USA

## Helsdingenia
Helsdingenia Saaristo & Tanasevitch, 2003
- Helsdingenia ceylonica (van Helsdingen, 1985)[1] — Nepal, Sri Lanka
- Helsdingenia extensa (Locket, 1968) — Isola Sant'Elena, Africa, Madagascar, Isole Comore
- Helsdingenia hebes (Locket & Russell-Smith, 1980) — Nigeria, Camerun
- Helsdingenia hebesoides Saaristo & Tanasevitch, 2003 — Sumatra

## Herbiphantes
Herbiphantes Tanasevitch, 1992
- Herbiphantes cericeus (Saito, 1934) — Russia, Corea, Giappone
- Herbiphantes longiventris Tanasevitch, 1992[1] — Russia, Giappone
- Herbiphantes pratensis Tanasevitch, 1992 — Russia

## Heterolinyphia
Heterolinyphia Wunderlich, 1973
- Heterolinyphia secunda Thaler, 1999 — Bhutan
- Heterolinyphia tarakotensis Wunderlich, 1973[1] — Nepal, Kashmir

## Heterotrichoncus
Heterotrichoncus Wunderlich, 1970
- Heterotrichoncus pusillus (Miller, 1958)[1] — Austria, Repubblica Ceca, Slovacchia

## Hilaira
Hilaira Simon, 1884
1. Hilaira asiatica Eskov, 1987 — Russia
2. Hilaira banini Marusik & Tanasevitch, 2003 — Mongolia
3. Hilaira canaliculata (Emerton, 1915) — Russia, USA, Canada
4. Hilaira dapaensis Wunderlich, 1983 — Nepal
5. Hilaira devitata Eskov, 1987 — Russia
6. Hilaira excisa (O. P.-Cambridge, 1871)[1] — Europa, Russia
7. Hilaira gertschi Holm, 1960 — Russia, Alaska
8. Hilaira gibbosa Tanasevitch, 1982 — Russia, Mongolia, Canada
9. Hilaira glacialis (Thorell, 1871) — Norvegia, Russia
10. Hilaira herniosa (Thorell, 1875) — Regione olartica
11. Hilaira incondita (L. Koch, 1879) — Russia
12. Hilaira jamalensis Eskov, 1981 — Russia
13. Hilaira marusiki Eskov, 1987 — Russia, Mongolia
14. Hilaira minuta Eskov, 1979 — Russia, Mongolia
15. Hilaira nivalis Holm, 1937 — Russia
16. Hilaira nubigena Hull, 1911 — Regione paleartica, Alaska
17. Hilaira pelikena Eskov, 1987 — Russia
18. Hilaira pervicax Hull, 1908 — Regione paleartica
19. Hilaira proletaria (L. Koch, 1879) — Russia, Alaska
20. Hilaira sibirica Eskov, 1987 — Russia, Mongolia, Canada
21. Hilaira syrojeczkovskii Eskov, 1981 — Russia
22. Hilaira tuberculifera Sha & Zhu, 1995 — Cina
23. Hilaira vexatrix (O. P.-Cambridge, 1877) — Regione olartica

## Himalaphantes
Himalaphantes Tanasevitch, 1992
- Himalaphantes azumiensis (Oi, 1979) — Russia, Cina, Giappone
- Himalaphantes grandiculus (Tanasevitch, 1987)[1] — Nepal
- Himalaphantes magnus (Tanasevitch, 1987) — Nepal
- Himalaphantes martensi (Thaler, 1987) — Kashmir, Nepal

## Holma
Holma Locket, 1974
- Holma bispicata Locket, 1974[1] — Angola

## Holmelgonia
Holmelgonia Jocqué & Scharff, 2007
- Holmelgonia annemetteae (Scharff, 1990) — Tanzania
- Holmelgonia annulata (Jocqué & Scharff, 1986) — Tanzania
- Holmelgonia basalis (Jocqué & Scharff, 1986) — Tanzania
- Holmelgonia brachystegiae (Jocqué, 1981) — Malawi
- Holmelgonia falciformis (Scharff, 1990) — Tanzania
- Holmelgonia hirsuta (Miller, 1970) — Angola
- Holmelgonia holmi (Miller, 1970) — Camerun, Congo
- Holmelgonia limpida (Miller, 1970) — Angola
- Holmelgonia nemoralis (Holm, 1962)[1] — Congo, Uganda, Kenya
- Holmelgonia perturbatrix (Jocqué & Scharff, 1986) — Tanzania
- Holmelgonia producta (Bosmans, 1988) — Camerun
- Holmelgonia projecta (Jocqué & Scharff, 1986) — Tanzania
- Holmelgonia rungwensis (Jocqué & Scharff, 1986) — Tanzania
- Holmelgonia stoltzei (Jocqué & Scharff, 1986) — Tanzania

## Holminaria
Holminaria Eskov, 1991
- Holminaria pallida Eskov, 1991 — Russia
- Holminaria prolata (O. P.-Cambridge, 1873) — Russia
- Holminaria sibirica Eskov, 1991[1] — Russia, Mongolia, Cina

## Horcotes
Horcotes Crosby & Bishop, 1933
- Horcotes quadricristatus (Emerton, 1882)[1] — USA
- Horcotes strandi (Sytshevskaja, 1935) — Finlandia, Russia, Canada
- Horcotes uncinatus Barrows, 1945 — USA

## Houshenzinus
Houshenzinus Tanasevitch, 2006
- Houshenzinus rimosus Tanasevitch, 2006[1] — Cina

## Hubertella
Hubertella Platnick, 1989
- Hubertella orientalis (Georgescu, 1977)[1] — Nepal
- Hubertella thankurensis (Wunderlich, 1983) — Nepal

## Hybauchenidium
Hybauchenidium Holm, 1973
- Hybauchenidium aquilonare (L. Koch, 1879)[1] — Russia, Alaska, Canada
- Hybauchenidium cymbadentatum (Crosby & Bishop, 1935) — USA
- Hybauchenidium ferrumequinum (Grube, 1861) — Svezia, Finlandia, Russia, Canada
- Hybauchenidium gibbosum (Sørensen, 1898) — Russia, Alaska, Canada, USA, Groenlandia

### Specie trasferite
- Hybauchenidium holmi Marusik, 1988[4]

## Hybocoptus
Hybocoptus Simon, 1884
- Hybocoptus corrugis (O. P.-Cambridge, 1875)[1] — Europa
- Hybocoptus dubius Denis, 1950 — Francia
- Hybocoptus ericicola Simon, 1881 — Francia, Algeria

## Hylyphantes
Hylyphantes Simon, 1884

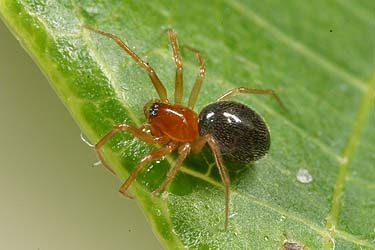
Hylyphantes tanikawai, femmina

- Hylyphantes birmanicus (Thorell, 1895) — Myanmar
- Hylyphantes geniculatus Tu & Li, 2003 — Cina
- Hylyphantes graminicola (Sundevall, 1830) — Regione paleartica
- Hylyphantes nigritus (Simon, 1881) — Regione paleartica
- Hylyphantes spirellus Tu & Li, 2005 — Cina
- Hylyphantes tanikawai Ono & Saito, 2001 — Isole Ryukyu

## Hyperafroneta
Hyperafroneta Blest, 1979
- Hyperafroneta obscura Blest, 1979[1] — Nuova Zelanda

## Hypomma
Hypomma Dahl, 1886
- Hypomma affine Schenkel, 1930 — Russia, Giappone
- Hypomma bituberculatum (Wider, 1834)[1] — Regione paleartica
- Hypomma brevitibiale (Wunderlich, 1980) — Macedonia (Grecia)
- Hypomma clypeatum Roewer, 1942 — Bioko (Sao Tomé e Principe)
- Hypomma coalescera (Kritscher, 1966) — Nuova Caledonia
- Hypomma cornutum (Blackwall, 1833) — Regione paleartica
- Hypomma fulvum (Bösenberg, 1902) — Regione paleartica
- Hypomma marxi (Keyserling, 1886) — USA
- Hypomma nordlandicum Chamberlin & Ivie, 1947 — Alaska
- Hypomma subarcticum Chamberlin & Ivie, 1947 — Alaska

### Specie trasferite
- Hypomma aemonicum Deltshev, 2005[5].

## Hypselistes
Hypselistes Simon, 1894
- Hypselistes acutidens Gao, Sha & Zhu, 1989 — Cina
- Hypselistes asiaticus Bösenberg & Strand, 1906 — Giappone
- Hypselistes australis Saito & Ono, 2001 — Russia, Giappone
- Hypselistes basarukini Marusik & Leech, 1993 — Russia
- Hypselistes florens (O. P.-Cambridge, 1875)[1] — USA, Canada, probabilmente in Bretagna
  - Hypselistes florens bulbiceps Chamberlin & Ivie, 1935 — USA
- Hypselistes fossilobus Fei & Zhu, 1993 — Russia, Cina
- Hypselistes jacksoni (O. P.-Cambridge, 1902) — Regione olartica
- Hypselistes kolymensis Marusik & Leech, 1993 — Russia
- Hypselistes paludicola Tullgren, 1955 — Svezia, Repubblica Ceca
- Hypselistes semiflavus (L. Koch, 1879) — Russia, Giappone

## Hypselocara
Hypselocara Millidge, 1991
- Hypselocara altissimum (Simon, 1894)[1] — Venezuela

## Hypsocephalus
Hypsocephalus Millidge, 1978
- Hypsocephalus huberti (Millidge, 1975) — Corsica
- Hypsocephalus nesiotes (Simon, 1914) — Corsica
- Hypsocephalus paulae (Simon, 1918) — Francia, Svizzera, Italia
- Hypsocephalus pusillus (Lessert, 1909)[1] — Europa, Ucraina

## Ibadana
Ibadana Locket & Russell-Smith, 1980
- Ibadana cuspidata Locket & Russell-Smith, 1980[1] — Nigeria, Camerun

## Iberoneta
Iberoneta Deeleman-Reinhold, 1984
- Iberoneta nasewoa Deeleman-Reinhold, 1984[1] — Spagna

## Icariella
Icariella Brignoli, 1979
- Icariella hauseri Brignoli, 1979[1] — Grecia

## Idionella
Idionella Banks, 1893
- Idionella anomala (Gertsch & Ivie, 1936) — USA
- Idionella deserta (Gertsch & Ivie, 1936) — USA
- Idionella formosa (Banks, 1892)[1] — USA
  - Idionella formosa pista (Chamberlin, 1948) — USA
- Idionella nesiotes (Crosby, 1924) — USA
- Idionella rugosa (Crosby, 1905) — USA
- Idionella sclerata (Ivie & Barrows, 1935) — USA, Messico
- Idionella titivillitium (Crosby & Bishop, 1925) — USA
- Idionella tugana (Chamberlin, 1948) — USA

## Improphantes
Improphantes Saaristo & Tanasevitch, 1996
- Improphantes biconicus (Tanasevitch, 1992) — Russia
- Improphantes complicatus (Emerton, 1882) — Regione olartica
- Improphantes contus Tanasevitch & Piterkina, 2007 — Kazakistan
- Improphantes cypriot Tanasevitch, 2011 — Cipro
- Improphantes decolor (Westring, 1861) — Europa, Africa settentrionale
- Improphantes djazairi (Bosmans, 1985) — Algeria
- Improphantes falcatus (Bosmans, 1979) — Kenya
- Improphantes flexilis (Tanasevitch, 1986) — Russia
- Improphantes furcabilis (Wunderlich, 1987) — Isole Canarie
- Improphantes geniculatus (Kulczyński, 1898) — Europa, Russia
- Improphantes holmi (Kronestedt, 1975) — Svezia, Russia
- Improphantes improbulus (Simon, 1929)[1] — Regione paleartica
- Improphantes mauensis (Caporiacco, 1949) — Kenya
- Improphantes multidentatus (Wunderlich, 1987) — Isole Canarie
- Improphantes nitidus (Thorell, 1875) — Europa
- Improphantes pamiricus (Tanasevitch, 1989) — Tagikistan
- Improphantes potanini (Tanasevitch, 1989) — Kirghizistan
- Improphantes turok Tanasevitch, 2011 — Turchia

## Incestophantes
Incestophantes Tanasevitch, 1992
1. Incestophantes altaicus Tanasevitch, 2000 — Russia
2. Incestophantes amotus (Tanasevitch, 1990) — Russia, Georgia, Kazakistan
3. Incestophantes ancus Tanasevitch, 1996 — Russia
4. Incestophantes annulatus (Kulczyński, 1882) — Europa orientale
5. Incestophantes australis Gnelitsa, 2009 — Ucraina
6. Incestophantes bonus Tanasevitch, 1996 — Russia
7. Incestophantes camtchadalicus (Tanasevitch, 1988) — Russia
8. Incestophantes crucifer (Menge, 1866) — Regione paleartica
9. Incestophantes cymbialis (Tanasevitch, 1988) — Russia
10. Incestophantes duplicatus (Emerton, 1913) — USA, Canada, Alaska
11. Incestophantes frigidus (Simon, 1884) — Europa
12. Incestophantes incestoides (Tanasevitch & Eskov, 1987) — Russia
13. Incestophantes incestus (L. Koch, 1879)[1] — Russia, Mongolia
14. Incestophantes khakassicus Tanasevitch, 1996 — Russia
15. Incestophantes kochiellus (Strand, 1900) — Norvegia, Svezia, Finlandia, Russia, Cina
16. Incestophantes kotulai (Kulczyński, 1905) — Europa centrale
17. Incestophantes lamprus (Chamberlin, 1920) — USA, Canada
18. Incestophantes laricetorum (Tanasevitch & Eskov, 1987) — Russia
19. Incestophantes logunovi Tanasevitch, 1996 — Russia
20. Incestophantes mercedes (Chamberlin & Ivie, 1943) — USA
21. Incestophantes tuvensis Tanasevitch, 1996 — Russia
22. Incestophantes washingtoni (Zorsch, 1937) — USA, Canada

## Indophantes
Indophantes Saaristo & Tanasevitch, 2003
- Indophantes agamus Tanasevitch & Saaristo, 2006 — Nepal
- Indophantes barat Saaristo & Tanasevitch, 2003 — Sumatra
- Indophantes bengalensis Saaristo & Tanasevitch, 2003 — India
- Indophantes digitulus (Thaler, 1987) — India, Pakistan, Nepal
- Indophantes halonatus (Li & Zhu, 1995) — Cina
- Indophantes kalimantanus Saaristo & Tanasevitch, 2003[1] — Borneo
- Indophantes kinabalu Saaristo & Tanasevitch, 2003 — Borneo
- Indophantes lehtineni Saaristo & Tanasevitch, 2003 — Borneo
- Indophantes pallidus Saaristo & Tanasevitch, 2003 — India
- Indophantes ramosus Tanasevitch, 2006 — Cina
- Indophantes sumatera Saaristo & Tanasevitch, 2003 — Sumatra
- Indophantes tonglu Tanasevitch, 2011 — India

## Intecymbium
Intecymbium Miller, 2007
- Intecymbium antarcticum (Simon, 1895)[1] — Cile, Argentina

## Ipa
Ipa Saaristo, 2007
- Ipa keyserlingi (Ausserer, 1867)[1] — regione paleartica
- Ipa pepticus (Tanasevitch, 1988) — Kazakistan, Turkmenistan, Mongolia
- Ipa spasskyi (Tanasevitch, 1986) — dalla Turchia all'Asia centrale
- Ipa terrenus (L. Koch, 1879) — Europa, Russia

## Ipaoides
Ipaoides Tanasevitch, 2008
- Ipaoides saaristoi Tanasevitch, 2008[1] — Cina

## Islandiana
Islandiana Braendegaard, 1932
- Islandiana cavealis Ivie, 1965 — USA
- Islandiana coconino Ivie, 1965 — USA
- Islandiana cristata Eskov, 1987 — Russia, Alaska, Canada
- Islandiana falsifica (Keyserling, 1886)[1] — Regione olartica
- Islandiana flaveola (Banks, 1892) — USA, Canada
- Islandiana flavoides Ivie, 1965 — USA
- Islandiana holmi Ivie, 1965 — USA
- Islandiana lasalana (Chamberlin & Ivie, 1935) — USA
- Islandiana longisetosa (Emerton, 1882) — USA, Canada, Alaska
- Islandiana mimbres Ivie, 1965 — USA
- Islandiana muma Ivie, 1965 — USA
- Islandiana princeps Braendegaard, 1932 — USA, Canada, Groenlandia, Islanda
- Islandiana speophila Ivie, 1965 — USA
- Islandiana unicornis Ivie, 1965 — USA

## Ivielum
Ivielum Eskov, 1988
- Ivielum sibiricum Eskov, 1988[1] — Russia, Mongolia, Canada

## Jacksonella
Jacksonella Millidge, 1951
- Jacksonella bidens Tanasevitch, 2011 — Cipro, isola di Samo
- Jacksonella falconeri (Jackson, 1908) — Europa
- Jacksonella sexoculata Paik & Yaginuma, 1969 — Corea[6]

## Jalapyphantes
Jalapyphantes Gertsch & Davis, 1946
- Jalapyphantes cuernavaca Gertsch & Davis, 1946[1] — Messico
- Jalapyphantes minoratus Gertsch & Davis, 1946 — Messico
- Jalapyphantes obscurus Millidge, 1991 — Ecuador
- Jalapyphantes puebla Gertsch & Davis, 1946 — Messico

## Janetschekia
Janetschekia Schenkel, 1939
- Janetschekia monodon (O. P.-Cambridge, 1872)[1] — Svizzera, Germania, Austria, Italia
- Janetschekia necessaria Tanasevitch, 1985 — Asia Centrale

## Johorea
Johorea Locket, 1982
- Johorea decorata Locket, 1982[1] — Malesia

## Juanfernandezia
Juanfernandezia Koçak & Kemal, 2008
- Juanfernandezia melanocephala (Millidge, 1991)[1] — Arcipelago delle Juan Fernández

## Kaestneria
Kaestneria Wiehle, 1956
- Kaestneria bicultrata Chen & Yin, 2000 — Cina
- Kaestneria dorsalis (Wider, 1834)[1] — Regione paleartica
- Kaestneria longissima (Zhu & Wen, 1983) — Russia, Cina
- Kaestneria minima Locket, 1982 — Malaysia
- Kaestneria pullata (O. P.-Cambridge, 1863) — Regione olartica
- Kaestneria rufula (Hackman, 1954) — USA, Canada
- Kaestneria torrentum (Kulczyński, 1882) — Europa orientale

## Kagurargus
Kagurargus Ono, 2007
- Kagurargus kikuyai Ono, 2007[1] — Giappone

## Karita
Karita Tanasevitch, 2007
- Karita paludosa (Duffey, 1971)[1] — Irlanda, Gran Bretagna, Belgio, Germania, Russia

## Kenocymbium
Kenocymbium Millidge & Russell-Smith, 1992
- Kenocymbium deelemanae Millidge & Russell-Smith, 1992[1] — Sumatra
- Kenocymbium simile Millidge & Russell-Smith, 1992 — Thailandia

## Ketambea
Ketambea Millidge & Russell-Smith, 1992
- Ketambea permixta Millidge & Russell-Smith, 1992 — Giava
- Ketambea rostrata Millidge & Russell-Smith, 1992[1] — Sumatra
- Ketambea vermiformis Millidge & Russell-Smith, 1992 — Giava

## Kikimora
Kikimora Eskov, 1988
- Kikimora palustris Eskov, 1988[1] — Finlandia, Russia

## Knischatiria
Knischatiria Wunderlich, 1976
- Knischatiria abnormis Wunderlich, 1976[1] — Queensland
- Knischatiria longispina Wunderlich, 1995 — Sumatra
- Knischatiria tuberosa Wunderlich, 1995 — Malaysia

## Koinothrix
Koinothrix Jocqué, 1981
- Koinothrix pequenops Jocqué, 1981[1] — Isole Capo Verde

## Kolymocyba
Kolymocyba Eskov, 1989
- Kolymocyba petrophila Eskov, 1989[1] — Russia

## Kratochviliella
Kratochviliella Miller, 1938
- Kratochviliella bicapitata Miller, 1938[1] — Europa

## Labicymbium
Labicymbium Millidge, 1991
- Labicymbium ambiguum Millidge, 1991 — Colombia
- Labicymbium auctum Millidge, 1991 — Colombia
- Labicymbium avium Millidge, 1991 — Ecuador
- Labicymbium breve Millidge, 1991 — Colombia
- Labicymbium cognatum Millidge, 1991 — Perù
- Labicymbium cordiforme Millidge, 1991 — Colombia
- Labicymbium curitiba Rodrigues, 2008 — Brasile
- Labicymbium dentichele Millidge, 1991 — Perù
- Labicymbium exiguum Millidge, 1991 — Colombia
- Labicymbium fuscum Millidge, 1991 — Colombia
- Labicymbium jucundum Millidge, 1991 — Colombia
- Labicymbium majus Millidge, 1991 — Colombia
- Labicymbium montanum Millidge, 1991 — Venezuela
- Labicymbium nigrum Millidge, 1991 — Colombia
- Labicymbium opacum Millidge, 1991 — Colombia
- Labicymbium otti Rodrigues, 2008 — Brasile
- Labicymbium rancho Ott & Lise, 1997 — Brasile
- Labicymbium rusticulum (Keyserling, 1891) — Brasile
- Labicymbium sturmi Millidge, 1991[1] — Colombia
- Labicymbium sublestum Millidge, 1991 — Colombia, Ecuador

## Labulla
Labulla Simon, 1884
- Labulla flahaulti Simon, 1914 — Francia, Spagna
- Labulla machadoi Hormiga & Scharff, 2005 — Portogallo
- Labulla nepula Tikader, 1970 — India
- Labulla thoracica (Wider, 1834)[1] — Europa, Russia

## Labullinyphia
Labullinyphia van Helsdingen, 1985
- Labullinyphia tersa (Simon, 1894)[1] — Sri Lanka

## Labullula
Labullula Strand, 1913
- Labullula annulipes Strand, 1913[1] — Camerun, Africa centrale, Angola, Isole Comore

## Laetesia
Laetesia Simon, 1908
1. Laetesia amoena Millidge, 1988 — Nuova Zelanda
2. Laetesia asiatica Millidge, 1995 — Thailandia
3. Laetesia aucklandensis (Forster, 1964) — Isole Auckland
4. Laetesia bellissima Millidge, 1988 — Nuova Zelanda
5. Laetesia chathami Millidge, 1988 — Nuova Zelanda
6. Laetesia distincta Millidge, 1988 — Nuova Zelanda
7. Laetesia egregia Simon, 1908 — Australia occidentale
8. Laetesia forsteri Wunderlich, 1976 — Nuovo Galles del Sud
9. Laetesia germana Millidge, 1988 — Nuova Zelanda
10. Laetesia intermedia Blest & Vink, 2003 — Nuova Zelanda
11. Laetesia leo van Helsdingen, 1972 — Australia meridionale
12. Laetesia minor Millidge, 1988 — Nuova Zelanda
13. Laetesia mollita Simon, 1908[1] — Australia occidentale
14. Laetesia nornalupiensis Wunderlich, 1976 — Australia occidentale
15. Laetesia oceaniae (Berland, 1938) — Nuove Ebridi
16. Laetesia olvidada Blest & Vink, 2003 — Nuova Zelanda
17. Laetesia paragermana Blest & Vink, 2003 — Nuova Zelanda
18. Laetesia peramoena (O. P.-Cambridge, 1879) — Nuova Zelanda
19. Laetesia prominens Millidge, 1988 — Nuova Zelanda
20. Laetesia pseudamoena Blest & Vink, 2003 — Nuova Zelanda
21. Laetesia pulcherrima Blest & Vink, 2003 — Nuova Zelanda
22. Laetesia trispathulata (Urquhart, 1886) — Nuova Zelanda
23. Laetesia weburdi (Urquhart, 1890) — Nuova Zelanda
24. Laetesia woomeraensis Wunderlich, 1976 — Australia meridionale

## Laminacauda
Laminacauda Millidge, 1985
1. Laminacauda aluminensis Millidge, 1991 — Argentina
2. Laminacauda amabilis (Keyserling, 1886) — Perù
3. Laminacauda ansoni Millidge, 1991 — Isole Juan Fernandez
4. Laminacauda argentinensis Millidge, 1985 — Argentina
5. Laminacauda baerti Miller, 2007 — Panama, Colombia, Isole Galápagos
6. Laminacauda boliviensis Millidge, 1985 — Bolivia
7. Laminacauda cognata Millidge, 1991 — Isole Juan Fernández
8. Laminacauda defoei (F. O. P.-Cambridge, 1899) — Isole Juan Fernandez
9. Laminacauda dentichelis (Berland, 1913) — Ecuador
10. Laminacauda diffusa Millidge, 1985[1] — Cile, Argentina
11. Laminacauda dysphorica (Keyserling, 1886) — Perù, Bolivia
12. Laminacauda expers Millidge, 1991 — Perù
13. Laminacauda fuegiana (Tullgren, 1901) — Cile, Isole Falkland
14. Laminacauda gigas Millidge, 1991 — Isole Juan Fernandez
15. Laminacauda grata Millidge, 1991 — Colombia
16. Laminacauda insulana Millidge, 1985 — Isole Tristan da Cunha
17. Laminacauda luscinia Millidge, 1985 — Isole Tristan da Cunha
18. Laminacauda magna Millidge, 1991 — Isole Juan Fernandez
19. Laminacauda malkini Millidge, 1991 — Isole Juan Fernandez
20. Laminacauda maxima Millidge, 1985 — Isole Tristan da Cunha
21. Laminacauda montevidensis (Keyserling, 1878) — Brasile, Uruguay, Argentina
22. Laminacauda monticola Millidge, 1985 — Bolivia
23. Laminacauda nana Millidge, 1991 — Cile
24. Laminacauda newtoni Millidge, 1985 — Cile, Argentina
25. Laminacauda orina (Chamberlin, 1916) — Perù
26. Laminacauda pacifica (Berland, 1924) — Isole Juan Fernandez
27. Laminacauda parvipalpis Millidge, 1985 — Cile
28. Laminacauda peruensis Millidge, 1985 — Perù
29. Laminacauda plagiata (Tullgren, 1901) — Cile, Argentina
30. Laminacauda propinqua Millidge, 1991 — Isole Juan Fernandez
31. Laminacauda rubens Millidge, 1991 — Isole Juan Fernandez
32. Laminacauda sacra Millidge, 1991 — Bolivia
33. Laminacauda salsa Millidge, 1991 — Cile
34. Laminacauda suavis Millidge, 1991 — Colombia
35. Laminacauda sublimis Millidge, 1991 — Perù
36. Laminacauda thayerae Millidge, 1985 — Cile
37. Laminacauda tristani Millidge, 1985 — Isola Tristan da Cunha
38. Laminacauda tuberosa Millidge, 1991 — Isole Juan Fernandez
39. Laminacauda tucumani Millidge, 1991 — Argentina
40. Laminacauda vicana (Keyserling, 1886) — Perù
41. Laminacauda villagra Millidge, 1991 — Isole Juan Fernandez

## Laminafroneta
Laminafroneta Merrett, 2004
- Laminafroneta bidentata (Holm, 1968)[1] — Congo, Kenya, Ruanda
- Laminafroneta brevistyla (Holm, 1968) — Camerun, Congo, Kenya, Tanzania
- Laminafroneta locketi (Merrett & Russell-Smith, 1996) — Etiopia

## Laperousea
Laperousea Dalmas, 1917
- Laperousea blattifera (Urquhart, 1887)[1] — Australia, Nuova Zelanda
- Laperousea quindecimpunctata (Urquhart, 1893) — Tasmania

## Lasiargus
Lasiargus Kulczyński, 1894
- Lasiargus hirsutoides Wunderlich, 1995 — Mongolia
- Lasiargus hirsutus (Menge, 1869)[1] — Regione paleartica
- Lasiargus pilipes (Kulczynski, 1908) — Russia
- Lasiargus zhui Eskov & Marusik, 1994 — Russia

## Lepthyphantes
Lepthyphantes Menge, 1866
1. Lepthyphantes abditus Tanasevitch, 1986 — Russia

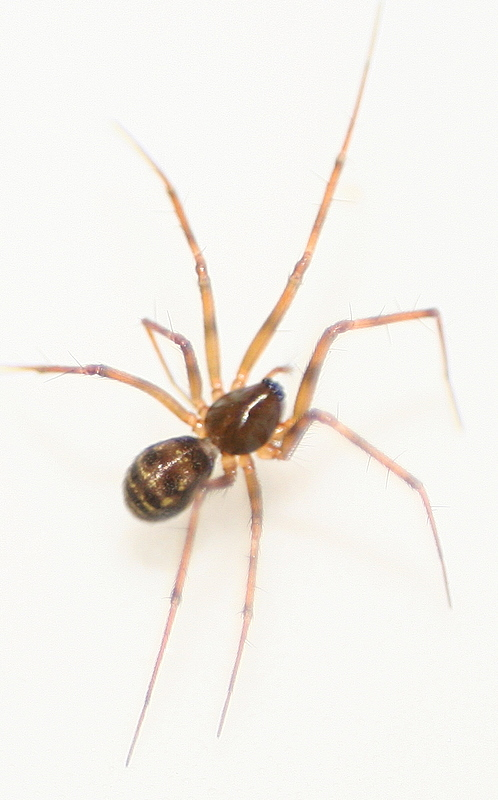
Lepthyphantes leprosus

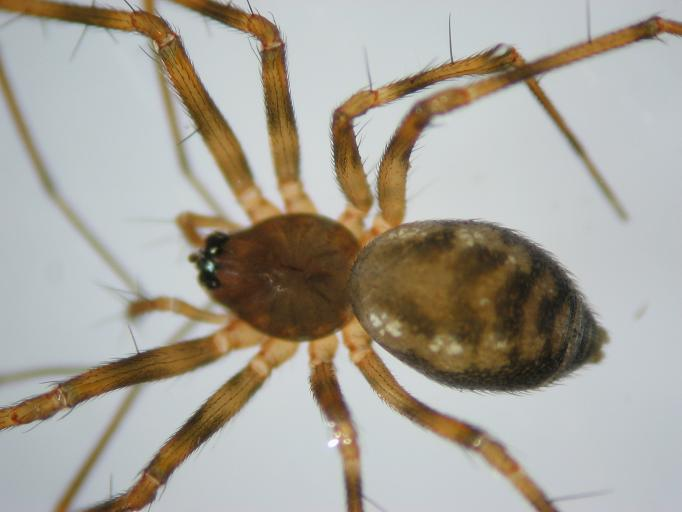
Lepthyphantes leprosus, parte dorsale

2. Lepthyphantes aberdarensis Russell-Smith & Jocqué, 1986 — Kenya
3. Lepthyphantes acoreensis Wunderlich, 1992 — Isole Azzorre
4. Lepthyphantes acuminifrons Bosmans, 1978 — Etiopia
5. Lepthyphantes aegeus Caporiacco, 1948 — Grecia
6. Lepthyphantes aelleni Denis, 1957 — Marocco
7. Lepthyphantes afer (Simon, 1913) — Algeria
8. Lepthyphantes agnellus Maurer & Thaler, 1988 — Francia, Italia
9. Lepthyphantes ajoti Bosmans, 1991 — Algeria
10. Lepthyphantes albimaculatus (O. P.-Cambridge, 1873) — Isola Sant'Elena
11. Lepthyphantes albuloides (O. P.-Cambridge, 1872) — Cipro, Israele
12. Lepthyphantes aldersoni Levi & Levi, 1955 — Canada
13. Lepthyphantes allegrii Caporiacco, 1935 — Karakorum
14. Lepthyphantes alpinus (Emerton, 1882) — Regione olartica
15. Lepthyphantes altissimus Hu, 2001 — Cina
16. Lepthyphantes annulipes Caporiacco, 1935 — Karakorum
17. Lepthyphantes arcticus (Keyserling, 1886) — Alaska
18. Lepthyphantes badhkyzensis Tanasevitch, 1986 — Turkmenistan
19. Lepthyphantes bakeri Scharff, 1990 — Tanzania
20. Lepthyphantes balearicus Denis, 1961 — Isole Baleari
21. Lepthyphantes bamboutensis Bosmans, 1986 — Camerun
22. Lepthyphantes bamilekei Bosmans, 1986 — Camerun
23. Lepthyphantes beckeri Wunderlich, 1973 — Germania
24. Lepthyphantes beroni Deltshev, 1979 — Grecia
25. Lepthyphantes beshkovi Deltshev, 1979 — Creta
26. Lepthyphantes bhudbari Tikader, 1970 — India
27. Lepthyphantes bidentatus Hormiga & Ribera, 1990 — Spagna
28. Lepthyphantes bigerrensis Simon, 1929 — Francia
29. Lepthyphantes biseriatus Simon & Fage, 1922 — Kenya
  - Lepthyphantes biseriatus infans Simon & Fage, 1922 — Africa orientale
30. Lepthyphantes bituberculatus Bosmans, 1978 — Etiopia
31. Lepthyphantes brevihamatus Bosmans, 1985 — Marocco
32. Lepthyphantes brignolianus Deltshev, 1979 — Creta
33. Lepthyphantes buensis Bosmans & Jocqué, 1983 — Camerun
34. Lepthyphantes carlittensis Denis, 1952 — Francia
35. Lepthyphantes cavernicola Paik & Yaginuma, 1969 — Corea
36. Lepthyphantes centromeroides Kulczyński, 1914 — Penisola balcanica, Bulgaria, Romania
  - Lepthyphantes centromeroides carpaticus Dumitrescu & Georgescu, 1970 — Romania
37. Lepthyphantes chamberlini Schenkel, 1950 — USA, Canada
38. Lepthyphantes chita Scharff, 1990 — Tanzania
39. Lepthyphantes christodeltshev van Helsdingen, 2009 — Grecia
40. Lepthyphantes concavus (Oi, 1960) — Giappone
41. Lepthyphantes constantinescui Georgescu, 1989 — Romania
42. Lepthyphantes coomansi Bosmans, 1979 — Kenya
43. Lepthyphantes corfuensis Wunderlich, 1995 — Grecia
44. Lepthyphantes corsicos Wunderlich, 1980 — Corsica
45. Lepthyphantes cruciformis Tanasevitch, 1989 — Kirghizistan
46. Lepthyphantes cruentatus Tanasevitch, 1987[7] — Russia, Georgia
47. Lepthyphantes cultellifer Schenkel, 1936 — Cina
48. Lepthyphantes deosaicola Caporiacco, 1935 — Karakorum
49. Lepthyphantes dilutus (Thorell, 1875) — Svezia
50. Lepthyphantes dolichoskeles Scharff, 1990 — Tanzania
51. Lepthyphantes eleonorae Wunderlich, 1995 — Sardegna
52. Lepthyphantes emarginatus Fage, 1931 — Algeria
53. Lepthyphantes encaustus (Becker, 1879) — Moldavia
54. Lepthyphantes erigonoides Schenkel, 1936 — Cina
55. Lepthyphantes escapus Tanasevitch, 1989 — Turkmenistan
56. Lepthyphantes eugeni Roewer, 1942 — Francia, Spagna
57. Lepthyphantes exvaginatus Deeleman-Reinhold, 1984 — Algeria
58. Lepthyphantes fagei Machado, 1939 — Spagna
59. Lepthyphantes fernandezi Berland, 1924 — Isole Juan Fernandez
60. Lepthyphantes furcillifer Chamberlin & Ivie, 1933 — USA
61. Lepthyphantes gadesi Fage, 1931 — Spagna
62. Lepthyphantes garganicus Caporiacco, 1951 — Italia
63. Lepthyphantes hamifer Simon, 1884 — Regione paleartica
64. Lepthyphantes hirsutus Tanasevitch, 1988 — Russia
65. Lepthyphantes hissaricus Tanasevitch, 1989 — Tagikistan
66. Lepthyphantes howelli Jocqué & Scharff, 1986 — Tanzania
67. Lepthyphantes huberti Wunderlich, 1980 — Corsica
68. Lepthyphantes hublei Bosmans, 1986 — Camerun
69. Lepthyphantes hummeli Schenkel, 1936 — Cina
70. Lepthyphantes ibericus Ribera, 1981 — Spagna
71. Lepthyphantes impudicus Kulczynski, 1909 — Madeira
72. Lepthyphantes incertissimus Caporiacco, 1935 — Karakorum
73. Lepthyphantes inopinatus Locket, 1968 — Congo
74. Lepthyphantes intricatus (Emerton, 1911) — USA, Canada
75. Lepthyphantes iranicus Saaristo & Tanasevitch, 1996[7] — Iran
76. Lepthyphantes japonicus Oi, 1960 — Giappone
77. Lepthyphantes kansuensis Schenkel, 1936 — Cina
78. Lepthyphantes kekenboschi Bosmans, 1979 — Kenya
79. Lepthyphantes kenyensis Bosmans, 1979 — Kenya
80. Lepthyphantes kilimandjaricus Tullgren, 1910 — Tanzania
81. Lepthyphantes kolymensis Tanasevitch & Eskov, 1987 — Russia
82. Lepthyphantes kratochvili Fage, 1945 — Creta
83. Lepthyphantes laguncula Denis, 1937 — Algeria
84. Lepthyphantes latrobei Millidge, 1995 — Krakatoa
85. Lepthyphantes latus Paik, 1965 — Corea
86. Lepthyphantes lebronneci Berland, 1935 — Isole Marchesi
87. Lepthyphantes leprosus (Ohlert, 1865)[7] — Regione olartica, Cile
88. Lepthyphantes leucocerus Locket, 1968 — Angola
89. Lepthyphantes leucopygus Denis, 1939 — Francia
90. Lepthyphantes ligulifer Denis, 1952 — Romania
91. Lepthyphantes lingsoka Tikader, 1970 — India
92. Lepthyphantes linzhiensis Hu, 2001 — Cina
93. Lepthyphantes locketi van Helsdingen, 1977 — Angola, Kenya
94. Lepthyphantes longihamatus Bosmans, 1985 — Marocco
95. Lepthyphantes louettei Jocqué, 1985 — Isole Comore
96. Lepthyphantes lundbladi Schenkel, 1938 — Madeira
97. Lepthyphantes luteipes (L. Koch, 1879) — Russia, Kazakistan, Mongolia, Giappone
98. Lepthyphantes maculatus (Banks, 1900) — USA
99. Lepthyphantes maesi Bosmans, 1986 — Camerun
100. Lepthyphantes magnesiae Brignoli, 1979 — Grecia
101. Lepthyphantes manengoubensis Bosmans, 1986 — Camerun
102. Lepthyphantes mauli Wunderlich, 1992 — Madeira
103. Lepthyphantes maurusius Brignoli, 1978 — Marocco
104. Lepthyphantes mbaboensis Bosmans, 1986 — Camerun
105. Lepthyphantes meillonae Denis, 1953 — Francia
106. Lepthyphantes messapicus Caporiacco, 1939 — Italia
107. Lepthyphantes micromegethes Locket, 1968 — Angola
108. Lepthyphantes microserratus Petrunkevitch, 1930 — Puerto Rico
109. Lepthyphantes minusculus Locket, 1968 — Congo
110. Lepthyphantes minutus (Blackwall, 1833)[1][7] — Regione olartica
111. Lepthyphantes msuyai Scharff, 1990 — Tanzania
112. Lepthyphantes natalis Bosmans, 1986 — Camerun
113. Lepthyphantes nenilini Tanasevitch, 1988 — Russia
114. Lepthyphantes neocaledonicus Berland, 1924 — Nuova Caledonia
115. Lepthyphantes nigridorsus Caporiacco, 1935 — Karakorum
116. Lepthyphantes nigropictus Bosmans, 1979 — Kenya
117. Lepthyphantes nitidior Simon, 1929[8] — Francia
118. Lepthyphantes nodifer Simon, 1884 — Europa
119. Lepthyphantes noronhensis Rodrigues, Brescovit & Freitas, 2008 — Brasile
120. Lepthyphantes notabilis Kulczynski, 1887 — Europa Centrale
121. Lepthyphantes obtusicornis Bosmans, 1979 — Kenya
122. Lepthyphantes okuensis Bosmans, 1986 — Camerun
123. Lepthyphantes opilio Simon, 1929 — Francia
124. Lepthyphantes palmeroensis Wunderlich, 1992[9] — Isole Canarie
125. Lepthyphantes pannonicus Kolosváry, 1935 — Ungheria
126. Lepthyphantes paoloi Wunderlich, 1995 — Sardegna
127. Lepthyphantes patulus Locket, 1968 — Angola
128. Lepthyphantes pennatus Scharff, 1990 — Tanzania
129. Lepthyphantes perfidus Tanasevitch, 1985 — Asia Centrale
130. Lepthyphantes phallifer Fage, 1931[10] — Spagna
131. Lepthyphantes phialoides Scharff, 1990 — Tanzania
132. Lepthyphantes pieltaini Machado, 1940 — Marocco
133. Lepthyphantes pratorum Caporiacco, 1935 — Karakorum
134. Lepthyphantes rainieri Emerton, 1926 — Canada
135. Lepthyphantes rimicola Lawrence, 1964 — Sudafrica
136. Lepthyphantes ritae Bosmans, 1985 — Spagna, Marocco, Algeria, Tunisia
137. Lepthyphantes rubescens Emerton, 1926[11] — Canada
138. Lepthyphantes rudrai Tikader, 1970 — India
139. Lepthyphantes ruwenzori Jocqué, 1985 — Congo, Uganda
140. Lepthyphantes sardous Gozo, 1908[12] — Sardegna
141. Lepthyphantes saurensis Eskov, 1995 — Kazakistan
142. Lepthyphantes serratus Oi, 1960 — Giappone
143. Lepthyphantes silvamontanus Bosmans & Jocqué, 1983 — Camerun
144. Lepthyphantes simiensis Bosmans, 1978[7] — Etiopia
145. Lepthyphantes speculae Denis, 1959 — Libano
146. Lepthyphantes striatiformis Caporiacco, 1934 — Karakorum
147. Lepthyphantes strinatii Hubert, 1970 — Tunisia
148. Lepthyphantes styx Wunderlich, 2011[9] — Isole Canarie
149. Lepthyphantes subtilis Tanasevitch, 1989 — Kirghizistan
150. Lepthyphantes tamara Chamberlin & Ivie, 1943 — USA
151. Lepthyphantes tenerrimus Simon, 1929 — Francia
152. Lepthyphantes thienemanni Schenkel, 1925 — Germania
153. Lepthyphantes todillus Simon, 1929 — Francia
154. Lepthyphantes trivittatus Caporiacco, 1935 — Karakorum
155. Lepthyphantes tropicalis Tullgren, 1910 — Tanzania
156. Lepthyphantes tullgreni Bosmans, 1978 — Tanzania
157. Lepthyphantes turanicus Tanasevitch & Fet, 1986 — Turkmenistan
158. Lepthyphantes turbatrix (O. P.-Cambridge, 1877) — America settentrionale, Groenlandia
159. Lepthyphantes ultimus Tanasevitch, 1989 — Tagikistan
160. Lepthyphantes umbratilis (Keyserling, 1886) — USA
161. Lepthyphantes vanstallei Bosmans, 1986 — Camerun
162. Lepthyphantes venereus Simon, 1913 — Algeria
163. Lepthyphantes vividus Denis, 1955 — Libano
164. Lepthyphantes yushuensis Hu, 2001 — Cina
165. Lepthyphantes zaragozai Ribera, 1981 — Spagna
166. Lepthyphantes zhangmuensis Hu, 2001 — Cina

## Leptorhoptrum
Leptorhoptrum Kulczyński, 1894
- Leptorhoptrum robustum (Westring, 1851)[1] — Regione olartica

## Leptothrix
Leptothrix Menge, 1869
- Leptothrix hardyi (Blackwall, 1850)[1] — Regione paleartica

## Lessertia
Lessertia Smith, 1908
- Lessertia barbara (Simon, 1884) — Spagna, Marocco, Algeria
- Lessertia dentichelis (Simon, 1884)[1] — Europa, Isole Canarie, Madeira, Canada, Nuova Zelanda

## Lessertinella
Lessertinella Denis, 1947
- Lessertinella carpatica Weiss, 1979 — Slovacchia, Romania
- Lessertinella kulczynskii (Lessert, 1910)[1] — Svizzera, Germania, Austria, Slovacchia, Italia

## Lidia
Lidia Saaristo & Marusik, 2004
- Lidia molesta (Tanasevitch, 1989) — Kirghizistan
- Lidia tarabaevi Saaristo & Marusik, 2004[1] — Kazakistan

## Limoneta
Limoneta Bosmans & Jocqué, 1983
- Limoneta graminicola Bosmans & Jocqué, 1983[1] — Camerun
- Limoneta sirimoni (Bosmans, 1979) — Kenya, Sudafrica

## Linyphantes
Linyphantes Chamberlin & Ivie, 1942
1. Linyphantes aeronauticus (Petrunkevitch, 1929)[1] — USA
2. Linyphantes aliso Chamberlin & Ivie, 1942 — USA
3. Linyphantes anacortes Chamberlin & Ivie, 1942 — USA
4. Linyphantes delmarus Chamberlin & Ivie, 1942 — USA
5. Linyphantes distinctus Chamberlin & Ivie, 1942 — USA
6. Linyphantes eureka Chamberlin & Ivie, 1942 — USA
7. Linyphantes laguna Chamberlin & Ivie, 1942 — USA
8. Linyphantes microps Chamberlin & Ivie, 1942 — USA
9. Linyphantes natches Chamberlin & Ivie, 1942 — USA
10. Linyphantes nehalem Chamberlin & Ivie, 1942 — USA
11. Linyphantes nigrescens Chamberlin & Ivie, 1942 — USA
12. Linyphantes obscurus Chamberlin & Ivie, 1942 — USA
13. Linyphantes orcinus (Emerton, 1917) — USA, Canada
14. Linyphantes pacificus (Banks, 1906) — USA
15. Linyphantes pacificus Chamberlin & Ivie, 1942[13] — USA
16. Linyphantes pualla Chamberlin & Ivie, 1942 — USA, Canada
17. Linyphantes santinez Chamberlin & Ivie, 1942 — USA
  - Linyphantes santinez verdugo Chamberlin & Ivie, 1942 — USA
18. Linyphantes tragicus (Banks, 1898) — Messico
19. Linyphantes victoria Chamberlin & Ivie, 1942 — Canada

## Linyphia
Linyphia Latreille, 1804
1. Linyphia adstricta (Keyserling, 1886) — USA
2. Linyphia albipunctata O. P.-Cambridge, 1885 — Yarkand (Cina)
3. Linyphia alpicola van Helsdingen, 1969 — Europa Centrale
4. Linyphia armata (Keyserling, 1891) — Brasile
5. Linyphia bicuspis (F. O. P.-Cambridge, 1902) — Messico
6. Linyphia bifasciata (F. O. P.-Cambridge, 1902) — Costa Rica
7. Linyphia bisignata (Banks, 1909) — Costa Rica
8. Linyphia calcarifera (Keyserling, 1886) — Panama, Colombia
9. Linyphia catalina Gertsch, 1951 — USA
10. Linyphia chiapasia Gertsch & Davis, 1946 — Messico
11. Linyphia chiridota (Thorell, 1895) — Myanmar
12. Linyphia clara (Keyserling, 1891) — Brasile
13. Linyphia confinis O. P.-Cambridge, 1902 — Guatemala
14. Linyphia consanguinea O. P.-Cambridge, 1885 — Yarkand (Cina)
15. Linyphia cylindrata (Keyserling, 1891) — Brasile
16. Linyphia decorata (Keyserling, 1891) — Brasile
17. Linyphia duplicata (F. O. P.-Cambridge, 1902) — Messico, Guatemala
18. Linyphia eiseni Banks, 1898 — Messico
19. Linyphia emertoni Thorell, 1875[14] — Canada
20. Linyphia falculifera (F. O. P.-Cambridge, 1902) — Costa Rica
21. Linyphia ferentaria (Keyserling, 1886) — Perù
22. Linyphia horaea (Keyserling, 1886) — Colombia
23. Linyphia hortensis Sundevall, 1830 — Regione paleartica
24. Linyphia hospita (Keyserling, 1886) — Colombia
25. Linyphia hui Hu, 2001 — Cina
26. Linyphia karschi Roewer, 1942 — Isola São Tomé
27. Linyphia lambda (F. O. P.-Cambridge, 1902) — Guatemala
28. Linyphia lehmanni Simon, 1903 — Argentina
29. Linyphia leucosternon White, 1841 — Brasile
30. Linyphia limatula Simon, 1904 — Cile
31. Linyphia limbata (F. O. P.-Cambridge, 1902) — Messico, Guatemala
32. Linyphia lineola Pavesi, 1883 — Etiopia
33. Linyphia linguatula (F. O. P.-Cambridge, 1902) — Guatemala
34. Linyphia linzhiensis Hu, 2001 — Cina
35. Linyphia longiceps (Keyserling, 1891) — Brasile
36. Linyphia longispina (F. O. P.-Cambridge, 1902) — Messico
37. Linyphia ludibunda (Keyserling, 1886)[15] — Perù
38. Linyphia lurida (Keyserling, 1886) — Colombia
39. Linyphia maculosa (Banks, 1909) — Costa Rica

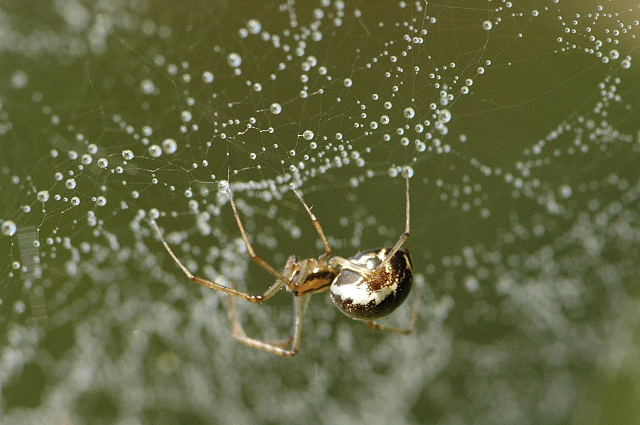
Linyphia hortensis, femmina

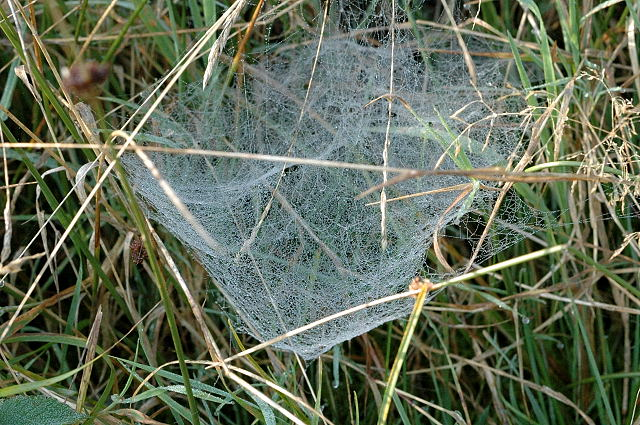
Linyphia hortensis, ragnatela

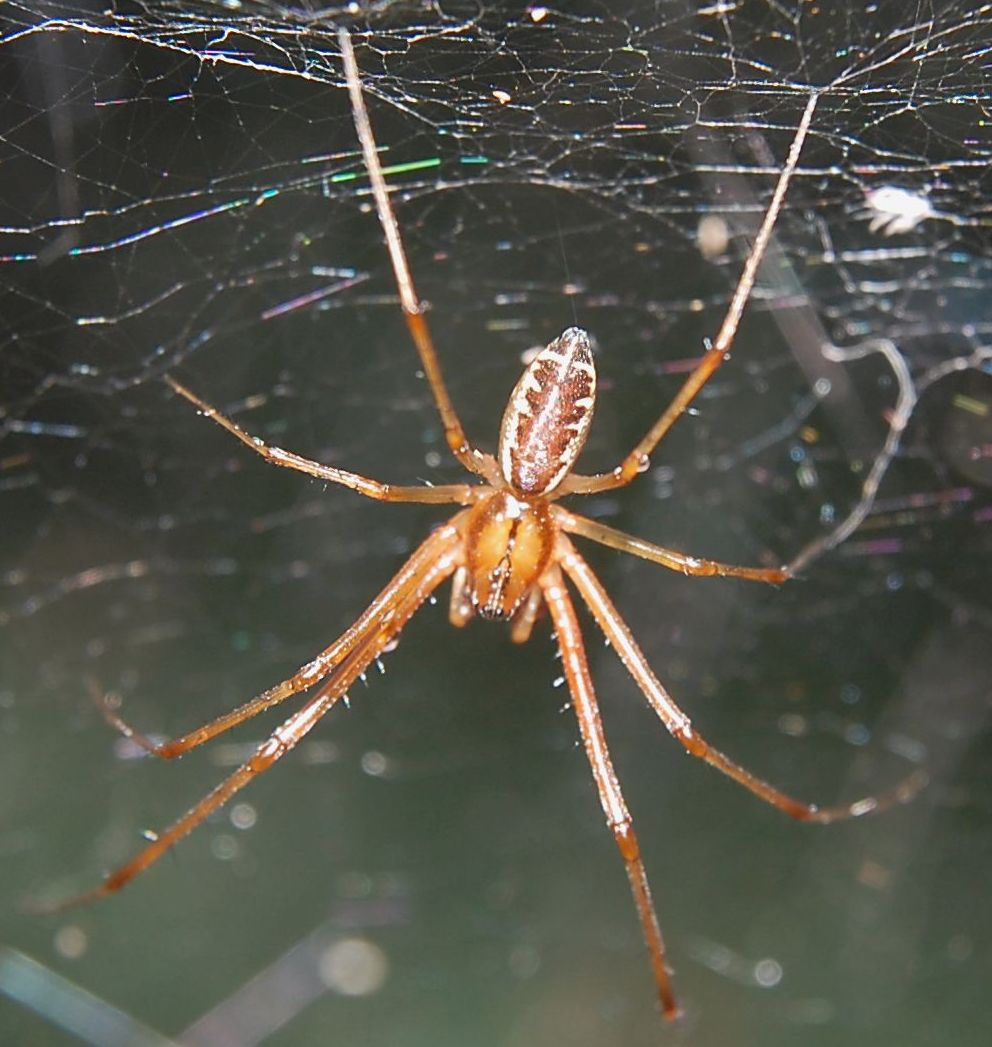
Linyphia triangularis, maschio

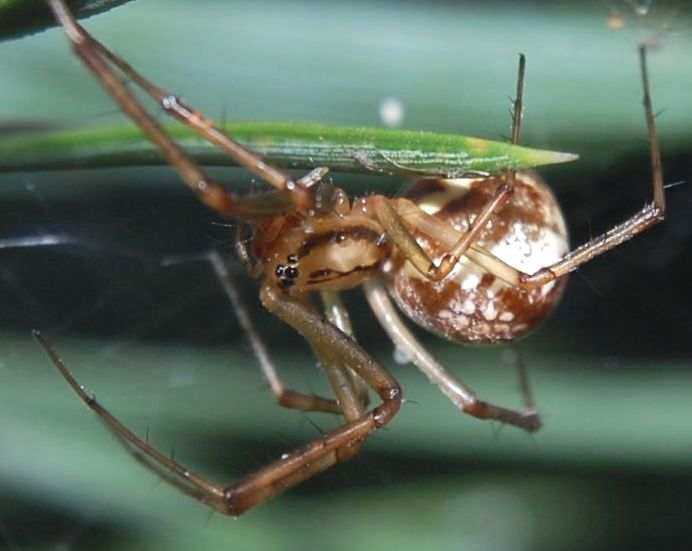
Linyphia triangularis, femmina

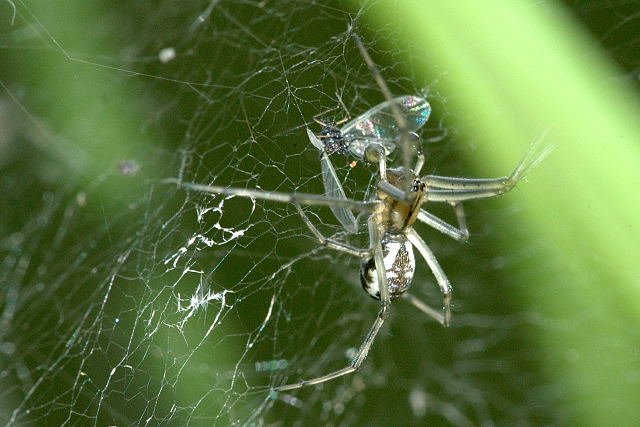
Linyphia triangularis, femmina, sulla preda

40. Linyphia maura Thorell, 1875 — Mediterraneo occidentale
41. Linyphia melanoprocta Mello-Leitão, 1944 — Argentina
42. Linyphia menyuanensis Hu, 2001 — Cina
43. Linyphia mimonti Simon, 1884 — Italia, Grecia, Libano
44. Linyphia monticolens Roewer, 1942 — Perù
45. Linyphia neophita Hentz, 1850[14] — USA
46. Linyphia nepalensis Wunderlich, 1983 — Nepal
47. Linyphia nicobarensis Tikader, 1977 — Isole Nicobare
48. Linyphia nigrita (F. O. P.-Cambridge, 1902) — Guatemala
49. Linyphia nitens Urquhart, 1893 — Tasmania
50. Linyphia obesa Thorell, 1875 — Svezia
51. Linyphia obscurella Roewer, 1942 — Brasile
52. Linyphia octopunctata (Chamberlin & Ivie, 1936) — Panama
53. Linyphia oligochronia (Keyserling, 1886) — Perù
54. Linyphia orophila Thorell, 1877 — USA
55. Linyphia perampla O. P.-Cambridge, 1885 — India
56. Linyphia peruana (Keyserling, 1886) — Perù
57. Linyphia petrunkevitchi Roewer, 1942 — Guatemala
58. Linyphia phaeochorda Rainbow, 1920 — Isole Norfolk
59. Linyphia phyllophora Thorell, 1890 — Sumatra
60. Linyphia polita Blackwall, 1870 — Sicilia
61. Linyphia postica (Banks, 1909) — Costa Rica
62. Linyphia rita Gertsch, 1951 — USA
63. Linyphia rubella Keyserling, 1886 — Perù
64. Linyphia rubriceps (Keyserling, 1891) — Brasile
65. Linyphia rustica (F. O. P.-Cambridge, 1902) — Messico
66. Linyphia sagana Dönitz & Strand, 1906[14] — Giappone
67. Linyphia sikkimensis Tikader, 1970 — India
68. Linyphia simplicata (F. O. P.-Cambridge, 1902) — Guatemala
69. Linyphia straminea O. P.-Cambridge, 1885 — India
70. Linyphia subluteae Urquhart, 1893 — Tasmania
71. Linyphia tauphora Chamberlin, 1928 — USA
72. Linyphia tenuipalpis Simon, 1884 — dall'Europa all'Asia Centrale, Algeria
73. Linyphia textrix Walckenaer, 1842 — USA
74. Linyphia triangularis (Clerck, 1757)[1] — Regione paleartica, introdotto negli USA
  - Linyphia triangularis juniperina Kolosváry, 1933 — Ungheria
75. Linyphia triangularoides Schenkel, 1936 — Cina
76. Linyphia trifalcata (F. O. P.-Cambridge, 1902) — Guatemala
77. Linyphia tuasivia Marples, 1955[16] — Isole Samoa, Aitutaki (Isole Cook)
78. Linyphia tubernaculofaciens Hingston, 1932 — Guyana
79. Linyphia urbasae Tikader, 1970 — India
80. Linyphia virgata (Keyserling, 1886) — Perù
81. Linyphia xilitla Gertsch & Davis, 1946 — Messico

## Locketidium
Locketidium Jocqué, 1981
- Locketidium bosmansi Jocqué, 1981[1] — Malawi
- Locketidium couloni Jocqué, 1981 — Kenya
- Locketidium stuarti Scharff, 1990 — Tanzania

## Locketiella
Locketiella Millidge & Russell-Smith, 1992
- Locketiella merretti Millidge, 1995 — Krakatoa
- Locketiella parva Millidge & Russell-Smith, 1992 — Borneo

## Locketina
Locketina Koçak & Kemal, 2006
- Locketina fissivulva (Millidge & Russell-Smith, 1992) — Borneo
- Locketina pusilla (Millidge & Russell-Smith, 1992) — Borneo
- Locketina versa (Locket, 1982)[1] — Malaysia

## Lomaita
Lomaita Bryant, 1948
- Lomaita darlingtoni Bryant, 1948[1] — Hispaniola

## Lophomma

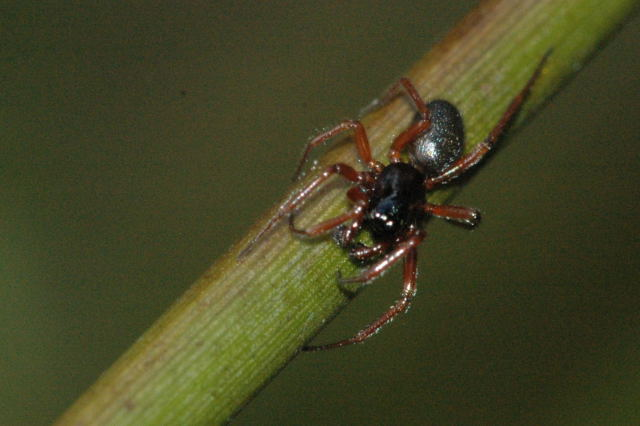
Lophomma punctatum

Lophomma Menge, 1868
- Lophomma depressum (Emerton, 1882) — USA
- Lophomma punctatum (Blackwall, 1841)[1] — Regione paleartica
- Lophomma vaccinii (Emerton, 1926) — USA, Alaska, Russia

## Lotusiphantes
Lotusiphantes Chen & Yin, 2001
- Lotusiphantes nanyuensis Chen & Yin, 2001[1] — Cina

## Lucrinus
Lucrinus O. P.-Cambridge, 1904
- Lucrinus putus O. P.-Cambridge, 1904[1] — Sudafrica

## Lygarina
Lygarina Simon, 1894
- Lygarina aurantiaca (Simon, 1905) — Argentina
- Lygarina caracasana Simon, 1894 — Venezuela
- Lygarina finitima Millidge, 1991 — Perù
- Lygarina nitida Simon, 1894[1] — Brasile
- Lygarina silvicola Millidge, 1991 — Brasile